# Moritz Doctor
Moritz Doctor (auch Moric Doctor 1912–1918 Moritz Doctor, Edler von Hohenlangen, danach Moritz Doctor-Hohenlangen; * 6. April 1862 in Náchod, Königgrätzer Kreis, Böhmen; † 29. Mai 1929 in Wien) war ein böhmischer Textilunternehmer der Österreichisch-ungarischen Monarchie. Nach deren Untergang 1918 befanden sich seine Unternehmen in der Tschechoslowakei und in Ungarn.

## Leben
Moritz Doctor entstammte einer Nachoder jüdischen Familie. Seine Eltern waren Herman S. Doctor und Rosalie, geb. Fink (1831–1904). Sein Vater hatte um 1850 in Nachod die Textilfabrik „K. k. Nachoder mechanische Weberei und Appretur Herman S. Doctor“ (tschechisch Textilní továrna Doctor) begründet, die als erste der Nachoder Textilfabriken für den Betrieb der Webstühle Dampfmaschinen eingeführt hatte. 1896 waren dort 950 Mitarbeiter beschäftigt.
Nach dem Tod des Vaters 1897 erbten Moritz Doktor und sein älterer Bruder Eduard Doctor die hinterlassenen Betriebe in Böhmen und Ungarn. 1899 begründete Moritz Doctor in Mittel Langenau im Bezirk Trautenau eine Textilfirma, die als „K. k. Mittellangenauer mechanische Weberei und Appretur Moritz Doctor“ firmierte. Damals waren dort 250 Arbeiter beschäftigt, die an 512 Webstühlen rohe und bunte Baumwollwaren herstellten. Im selben Jahr kam es in mehreren Nachoder Textilfirmen zu Streiks, die neben Lohnerhöhungen auch einen antijüdischen Hintergrund hatten. Vermutlich deshalb verlegten Moritz Doctor und sein Bruder Eduard ihren Wohnsitz in den nachfolgenden Jahren nach Wien, von wo sie ihre Betriebe leiteten. 
Nach dem Tod ihrer Mutter Rosalie 1904 wurden die Doctor'schen Betriebe aufgeteilt: Alleinbesitzer der Nachoder Unternehmen wurde 1905 Eduard Doctor, dessen Firma nunmehr unter der Bezeichnung „K. k. Nachoder mechanische Weberei und Appretur Eduard Doctor“ bekannt wurde. Moritz Doctor übernahm die ungarischen Besitzungen in Szombathely, die unter der Bezeichnung „Szombathelyer Ungarische Baumwollindustrie Moritz Doctor“ firmierten. In seinen Betrieben wurden etwa 700 Mitarbeiter beschäftigt, die Buntstoffe sowie Bettwäsche herstellten, die überwiegend auf den Balkan exportiert wurden.
Wegen seines wirtschaftlichen Erfolgs verlieh ihm am 1. Mai 1912 Kaiser Franz Joseph I. die Auszeichnung „Königlich-ungarischer Kommerzienrat“ sowie den Orden der Eisernen Krone III. Klasse. Am 8. Juni 1912 wurde er mit dem Prädikat „Edler von Hohenlangen“ in den Adelsstand erhoben. Nachfolgend wurde er zum Präsidialrat der Austro-ungarischen Handelskammer in Wien ernannt. Nach dem Zerfall der Habsburgermonarchie 1918 befanden sich seine Firmen in der Tschechoslowakei und in Ungarn. Danach bekleidete er u. a. das Amt des Vizepräsidenten der Tschechoslowakischen Handelskammer in Wien.
Moritz Doctor verstarb 1929 in Wien. Erbin wurde seine Ehefrau Josefine. Nach der Sudetenkrise wurde ihre Textilfirma in Mittel Langendau 1938 als jüdischer Besitz beschlagnahmt, arisiert und von Rudolf Böhnisch übernommen. Hergestellt wurden von 1938 bis 1945 Schürzen, Wäsche und Arbeitskleidung. 1945 wurde Rudolf Böhnisch enteignet.
Das Firmenarchiv der Mittel Langenauer Firma Moritz Doctor für die Jahre 1923 bis 1938 und der Nachfolgefirma Rudolf Böhnisch für die Jahre 1938 bis 1948 befindet sich in der Sammlung „Lánovská továrna zástěr, prádla a pracovních obleků tkalcovna a přípravna“ im Staatlichen Archiv Zámrsk.

## Familie
1895 vermählte sich Moritz Doctor mit Josefine Vogel (1874/75–1946). Sie war eine Tochter des Großindustriellen Friedrich Vogel und der Nanette geb. Pollák. Der Ehe entstammte die einzige Tochter Renée Margarethe (* 1897). Sie verheiratete sich mit Frederick E. Taylor, der 1959 in New York verstarb.